# 山本達郎
山本 達郎（やまもと たつろう、1910年〈明治43年〉6月16日 - 2001年〈平成13年〉1月24日）は、日本の東洋史学者。東京大学名誉教授を務め、文化勲章も受賞。元号『平成』の名付け親である。妻は原邦造の次女・澄子（壽美子）。

## 生涯
東京生まれ。父は貴族院議員を務めた松村真一郎。第5代日本銀行総裁をはじめ、大蔵大臣・農商務大臣・内務大臣などを歴任した祖父・山本達雄男爵の養子となり家を継いだ。幼少期は新しい幼児教育を謳ったベラ・アーウィンの玉成（ぎょくせい）幼稚園に通い、第2回卒園児となる。
1933年（昭和8年）に東京帝大文学部東洋文学科を卒業後、東方文化学院研究員を務め、1934年（昭和9年）発表の論文「鄭和の西征」で注目される。東京高校講師を経て、1942年（昭和17年）東京帝大助教授、1949年（昭和24年）4月には東京大学文学部東洋史学科教授（南方史講座）へ昇任。同年11月には毎日奨励金を受けてハーバード大学へ留学する。1951年（昭和26年）東京大学より文学博士の学位を取得 。1952年（昭和27年）には、『安南史研究』で日本学士院賞を受賞する。1953年から東洋文庫の評議員・理事を歴任し、その間に同文庫の近代中国研究委員会（現：東洋文庫 近代中国研究班）を発足させる。東京大学の学科主任を長く務め1971年（昭和46年）定年。退官後は国際基督教大学教授、
イェール大学客員教授、コーネル大学客員教授などを務めた。日本学士院会員。
専攻は東南アジア史・インド史。南方史研究会（現・東南アジア学会）を組織した。
2001年（平成13年）に心不全により死去。蔵書は生前の志により東洋文庫に加わった（第二次大戦で消失したものを除く）。墓所は青山霊園
昭和末年から、日本国政府より昭和天皇崩御を想定した「新元号」について委嘱を受けており、山本が勘進した「平成」は、1989年（昭和64年）1月7日の明仁親王即位に伴う改元による新元号となった。ただし山本自身が『平成』の勘進者であった事実を述べることは最期までなかった。

## 家族・親族
- 山本達雄（祖父・養父）- 実母・エミの父。孫の達郎を養嗣子とした。第5代日本銀行総裁や貴族院議員を務める。
- 松村眞一郎（実父）- 農商務省に勤め、後に貴族院議員、参議院議員。
- 原邦造（義父）- 妻・澄子の父。第百銀行頭取、日本航空会長などを歴任した。
- 広幡忠隆（叔父）- 妻は山本達雄の二女・フミ。広幡侯爵家第10代当主。皇后宮大夫兼侍従次長を務めた。
- 千沢楨治（義弟）- 妹・頼子の夫。上智大学教授や山梨県立美術館の初代館長を務めた。

## 著書・共著
- 『印度支那諸民族に関する民族学的研究の現状』帝国学士院、1942年。
- 『世界史概観』東京大学文学部内史学会編：村川堅太郎・林健太郎共著、山川出版社、1949年
  - 〈復刻版〉山川出版社、2019年。ISBN 978-4634641662。
- 『安南史研究』山川出版社、1950年。 NCID BN10437827。
- 『世界史』 村川堅太郎・江上波夫・林健太郎共著、山川出版社、1952年。1964年から『詳説 世界史』に改題。
- 『歴史の見方』三省堂〈社会科歴史文庫〉、1957年。
- 『デリー：デリー諸王朝時代の建造物の研究』〈全3巻〉東京大学インド史跡調査団編：荒松雄・月輪時房共著、東京大学東洋文化研究所。
  - I『遺跡総目録』1967年。NCID BN05244460。
  - II『墓建築』1969年。NCID BN05244609 [33]。
  - III『水利施設』1970年。NCID BN05244631。
- 山口修, 山本達郎, 秀村欣二, 井上靖『東洋の専制帝国 : 明と清』集英社〈世界の歴史〉、1968年。 NCID BN09392685。NDLJP:2973577。
- 村川堅太郎, 江上波夫, 山本達郎, 林健太郎『要説世界史』（改訂版）山川出版社、1977年。 NCID BA65486309。CRID 1130000794781071232。

## 編著
- 山本達郎 編「岩波小辞典世界史 東洋」、岩波書店、1958年。
- 山本達郎, 森弘之, 小川宏, 斎藤和子, 沢株正始, 沢本武, 大谷光真, 生野善応, 早島鏡正『東南アジアの宗教と政治』日本国際問題研究所、1969年。doi:10.11501/12262106。 NCID BN01897815。全国書誌番号:74006589。
- 『東南アジアにおける権力構造の史的考察』竹内書店、1969年。
- 『ベトナム中国関係史』山川出版社、1975年。
- 『比較文化の試み』研究社出版、1977年。

## 書評
- 「『Gordon H. Luce; Old Burma-Early Pagan, Vol.1～3、1969-70』」『東南アジア －歴史と文化－』、東南アジア学会、1971年10月28日、p.146-151[34] [注 5]
- 饒宗頤, 山本達郎「蒲甘国史事零拾 : Gordon H. Luce's Old Burma-Early Pagán 書後」（PDF 1350KB）『東南アジア史学会会報』第1975巻第5号、東南アジア史学会、1975年、3-13頁、doi:10.5512/sea.1975.3。

## 名誉職
- 東洋文庫 近代中国研究委員会
- 1953年（昭和28年）東洋文庫評議員[16]。
- 1966年（同41年）東南アジア史学会[注 6] 初代会長[37]
- 1975年（同50年）国際哲学人文科学協議会会長[38]。

## 受賞歴
以下、『20世紀日本人名事典』「山本 達郎」による。
- 1949年（昭和24年）毎日学術奨励金[11]
- 1952年（昭和27年）日本学士院賞『安南史研究』[15]。
- 1967年（昭和42年）日本学士院会員[39]。
- 1986年（昭和61年）文化功労者顕彰[11]。
- 1998年（平成10年）文化勲章受章[40]。

## 記念論集
- 『東洋史論叢』山本博士還暦記念東洋史論叢編纂委員会 山川出版社。1972年。
- 『東南アジア・インドの社会と文』山本達郎博士古稀記念論叢編集委員会 山川出版社。1980年。

### 注
1. ↑  『中国キリスト教史研究』著者
2. ↑  玉成幼稚園の創設者はロバート・W・アーウィンの長女。
3. ↑  幼稚園創立50年記念祝会（1966年）に出席しベラ・アーウィンへの思いを述懐している[5]
4. ↑  南方史研究会は現・東南アジア学会[22][23]の母体の一つ[24]。
5. ↑  著者:Gordon H. Luce
『Old Burma - early Pagán.』New York：Augustin Locust Valley、1969-1970年、英語。『Artibus Asiae』（Institute of Fine Arts, New York University）掲載[35]。OCLC 563610846。
  - 第1巻『1. Text. - 1969. - XVIII, 422 S』1969年。
  - 第2巻『2, Catalogue of plates, indexes』1970年。
  - 第3巻『3. Plates. - 1970. - 455 S』1970年。
6. ↑  山本達郎によって設立された南方史研究会が、1966年創設の東南アジア史学会の母体となった[22][24]。2006年東南アジア学会に改称[36]。